# 斎藤文彦
斎藤 文彦（さいとう ふみひこ、1962年1月1日 - ）は、日本の編集者、ジャーナリスト、ライター、コラムニスト、構成作家、プロレス評論家、プロレス解説者、大学講師。
専門研究領域はスポーツ社会学、サブカルチャー論、メディア文化論。

## 来歴
東京都杉並区生まれ。アメリカ合衆国ミネソタ州のオーガスバーグ大学 (Augsburg College) 教養学部卒。
早稲田大学大学院スポーツ科学研究科修士課程修了。筑波大学大学院人間総合科学研究科体育科学専攻博士後期課程満期退学。
専修大学、国士舘大学、帝塚山学院大学、大正大学などで非常勤講師、兼任講師として教壇に立つ。

### 年譜
- 1984年6月 - 大学卒業。在米中より月刊プロレス、デラックスプロレスのアメリカ駐在記者として活躍[1]。
- 1984年1月 - 初の単行本『いとしのプロレスinアメリカ』（ベースボールマガジン社）を刊行。
- 1985年 - 帰国。週刊プロレス（週プロ）のスタッフ・ライターとして、海外ものを担当する。一方で、『PRE STAGE（テレビ朝日）』、『地球キャッチミー（朝日放送）』など、テレビ番組の構成作家としても活動。
- 1993年12月 - 『プロレス大辞典』（小学館）を刊行。
- 1994年
  - 5月 - 週刊プロレスでのコラムをまとめた『テイキングバンプとっておきのプロレスリング・コラム』（ベースボールマガジン社）を刊行。
  - 12月 - この月に発売されたゲームソフト『スーパーファイヤープロレスリングSPECIAL』のストーリーモードを監修。
- 1995年
  - 5月10日 - 書き下ろしの単行本『シーズンズ・グリーティングスSeason's Greetings』（ベースボールマガジン社）を刊行。
  - 8月1日 - 『週刊プロレス』『デラックスプロレス』『プロレスアルバム（恒文社）』などに掲載（1985年〜1994年）されたインタビュー記事を中心にまとめた『デケードDECADE プロレスラー100人の証言集』上下巻を刊行。
- 1998年
  - 3月20日 - 週刊プロレスでのコラムをまとめた『ボーイズはボーイズ とっておきのプロレスリング・コラム』（梅里書房）を刊行。
  - 7月10日 - 週刊プロレス別冊『アメリカーナAMERICANA』を責任編集。以降、2006年まで約4回のペースで、続刊が出版される。
- 2002年2月 - 『現代思想』（青土社）の臨時増刊「総特集プロレス」に、寄稿。
- 2003年9月 - 『スポーツで楽しむアメリカ英語』（岩波書店）を刊行。
- 2005年10月20日 - プロレス史研究の入門書でもある『別冊週刊プロレス アメプロの教科書』（ベースボールマガジン社）を責任編集。
- 2007年8月 - 日帰り人間ドックの内視鏡検査で癌が発見され、胃の3分の2と胆のうを切除する手術を受ける。
- 2008年10月25日 - 週刊プロレスでのコラムをまとめた『みんなのプロレス』（ミシマ社）を刊行。
- 2014年8月 - 『ゴング』復刊に全面協力。Turnbuckles連載、高山善廣との対談連載、インタビュー記事毎月掲載など連載。以降、「SPA!」（扶桑社）「週刊ポスト」（小学館）など執筆活動の場を広げている[2]。
- 2017年4月 - 動画配信DAZN（ダ・ゾーン）でWWE「RAW」「SmackDown Live」日本語解説＆同時通訳（2018年12月まで）。ポドキャスト番組Pacific Rim Pro Wrestling Podcast（英語版）を週イチで配信開始

## 人物
ニックネームは、「フミ・サイトー」である。WWEがまだWWF名義だった頃から、日本語版のビデオを監修していた。
土居壮アナウンサーとのコンビによる、プロレス実況は「ドイフミ解説」と呼ばれ、人気を博した。
WCWビデオシリーズ、ECW中継など、アメリカの団体の日本語版の解説も務めた。
レッスルマニアには、毎年欠かさず現地取材に行っている。
海外への観戦ツアー『ボディースラム・サーキット』（1992年から2006年まで15年間催行）人の役目も務めた。
サブゥー、ショーン・ウォルトマン（Ｘパック）、レジー・ベネット、ジョン・ロウリネイティスなど、記者という立場を越えて友人関係にある選手も多い。
大阪にて不定期開催の、トークイベント「斎藤文彦とプロレスを語る夜」に出演。
ネコ6匹＆イヌ1匹を飼っている。
2011年に、『週刊プロレス』連載コラム「ボーイズはボーイズ」が、前身である「USAプロレスリングコラム」から数えて、1000回を突破する。同時に、2011年は、プロレス記者生活を始めて30周年の年でもあった。
2012年度末、早稲田大学大学院スポーツ科学研究科での研究などをもとに、『プロレスの社会学的考察　―『スポーツと文明化／興奮の探究』より―』と題する修士論文を執筆、提出および試験の合格などにより、修士（スポーツ科学）の学位を得る。
2014年5月には、KAMINOGEvol.30にて、『そうだったのか！　学べるアメリカンプロレス since 1850s』と題した対談が掲載される。
週刊プロレスの連載コラム「ボーイズはボーイズ」の突然の終了に関しては、2014年7月30日のニコニコ生放送に斎藤自身が出演して見解を話した。「佐藤編集長から『ぼく（編集長）に対する態度が無礼だから』という理由で年内いっぱい（2014年12月）での打ち切りを通告されるが、その状態で5ヶ月続けたくないので、その場で週プロを辞めた」とのことであった。「ボーイズはボーイズ」は「USAプロレスリングコラム」から通算して1173回続く連載であった。
『週刊プロレス』におけるコラム連載終了後は、2014年8月5日から『日刊SPA!』にて「フミ斎藤のプロレス講座」の連載が開始。
2014年9月9日に復刊の第1号『ゴング』（徳間書店）でも連載開始。
2015年、『週刊ポスト』5月22日号からは、「我が青春のプロレス ～馬場と猪木の50年戦記～」を連載開始。
2016年、プロレス格闘のウェブマガジン『Dropkick』で月イチのインタビュー『斎藤文彦INTERVIEWS』連載開始。
2017年4月よりスポーツ専門動画配信のDAZN（ダ・ゾーン）でWWE Monday Night RAWとSmack Down Liveのライブストリーミング配信の日本語版解説・同時通訳。

## 主な著作
- 『いとしのプロレス in アメリカ― 米マット界レポート』（ベースボール・マガジン社）(1984/01)
- 『プロレス大事典』（小学館）(1993/12)
- 『Taking Bumps テイキング・バンプ ― とっておきのプロレスリング・コラム』（ベースボールマガジン社）(1994/05)
- 『Season's Greetings シーズンズ・グリーティングス ザ・プロレス本』（ベースボールマガジン社）(1995/04)
- 『DECADEデケード 1985〜1994 プロレスラー100人の証言集』（上下巻）（ベースボールマガジン社）(1995/07)
- 『BOY ARE BOYS ―ボーイズはボーイズ― とっておきのプロレスリング・コラム』（梅里書房）(1998/03)
- 『ちゃんと元気なトーキョー・ピープル コラム30』（文芸社）(1999/2) ISBN 4-887-37223-X
- 『スポーツで楽しむアメリカ英語』（岩波アクティブ新書）(2003/9) ISBN 4-007-00085-9
- 『レジェンド100―アメリカン・プロレス伝説の男たち』（ベースボールマガジン社）(2005/02) ISBN 4-583-03836-4
- 『みんなのプロレス（ミシマ社）』(2008/10) ISBN 4-903-90809-7
- 『覚悟 ― 人生60年、覚悟が生死をわけた! ―』 [DVD付]（ビジネス社）(2010/3) ISBN 4-828-41568-8[5]
- 『プロレス入門　神がみと伝説の男たちのヒストリー』（2016年9月9日、ビジネス社）
- 『プロレス入門II スーパースター、レジェンドたちの136の物語』（2017年5月21日）
- 『昭和プロレス正史 上巻』（2016年9月17日、イーストプレス）
- 『昭和プロレス正史 下巻』（2017年3月17日、イーストプレス）
- 『フミ・サイトーのアメリカン・プロレス講座』（2017年11月・電波社）
- 『ブルーザー・ブロディ30年目の帰還』（2018年7月、ビジネス社）
- 『忘れじの外国人レスラー伝』（2020年11月、集英社<集英社新書>）
- 『プロレス社会学のススメ コロナ時代を読み解くヒント』（プチ鹿島共著・2021年12月、集英社）
- 『猪木と馬場』（2022年5月、集英社<集英社新書>）
- 『力道山』 「プロレス神話」と戦後日本（2024年12月24日、岩波書店<岩波新書>）